# Jardín del Turia

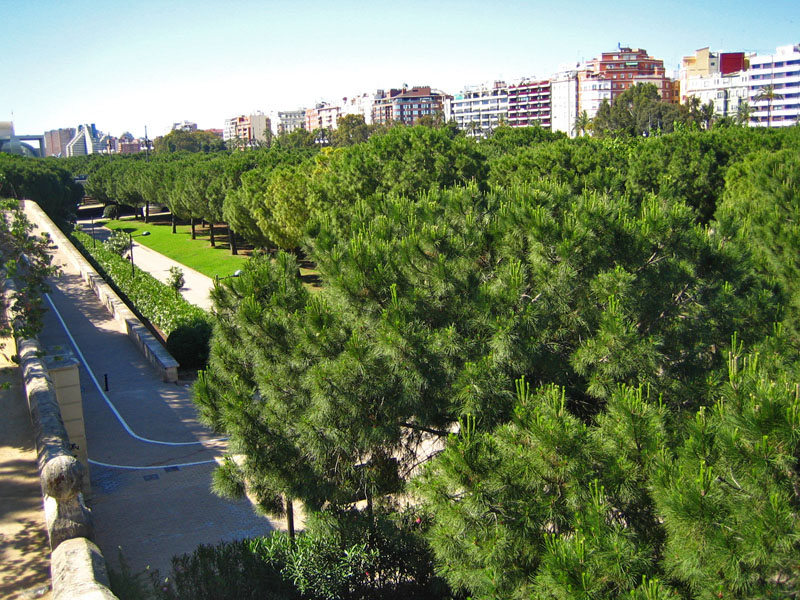
De Turia-tuinen

De Jardín del Turia (Spaans) of Jardí del Túria (Valenciaans) is een parkgebied in de Spaanse stad Valencia.
Het park is aangelegd in de drooggelegde bedding van de rivier de Turia. Na een ernstige overstroming in oktober 1957, die grote schade aanbracht aan de stad en vele mensenlevens kostte, werd besloten de rivier om te leggen naar de rand van de stad. Aanvankelijk werden er plannen ontwikkeld om de drooggevallen traverse te gebruiken voor een autoweg of een spoorlijn, maar een burgerbeweging leidde er uiteindelijk in de jaren 80 toe dat het gebied een groene bestemming kreeg.
Het park, dat zich door het centrum van de stad slingert, beslaat een oppervlakte van 110 ha en strekt zich uit over ongeveer 9 kilometer. Het dient als ontmoetingsplek en recreatiegebied en wordt veelvuldig gebruikt door joggers, fietsers en wandelaars. Het park herbergt plantsoenen, sportterreinen voor onder andere voetbal en tennis, fonteinen, een botanische tuin, speelplekken voor kinderen, een kermis en diverse culturele instellingen, zowel langs de 'oevers' als in het park zelf. Opvallend zijn het Museum voor schone kunsten, de koninklijke tuinen, het Parc Gulliver, de 'Palau de la Música de València' en de moderne en in architectonische zin bijzondere Stad van Kunsten en Wetenschappen, de Ciutat de les Arts i les Ciències. Daarnaast bevindt het Bioparc zich in het park, een dierentuin waarbij de dieren opgesloten zijn door middel van natuurlijke barrières.